# مولاي أحمد صبير الإدريسي
مولاي أحمد صبير الإدريسي (مواليد 15 أبريل 1961)، هو كاتب مغربي. وُلد في عين السبع بالدار البيضاء، حاصل على إجازة في الأدب العربي ويعمل أستاذ اللغة العربية في التعليم الثانوي الإعدادي.
عمل رئيسًا لمؤسسة بيت الثقافة سابقًا، وهو عضو اتحاد كتاب المغرب، وعمل مسؤول منطقة مولاي رشيد سيدي عثمان سابقًا، وعضو المكتب التنفيذي لـ حركة التوحيد والإصلاح، والكاتب العام الوطني للكونفدرالية الوطنية لجمعيات آباء وأولياء التلاميذ بالمغرب.

## من مؤلفاته
- مدارج الثناء بتراجم علماء الدار البيضاء.[2]
- أضغاث يقظان: قصص قصيرة جدا.[3]
- رسائل السجن من عبد القادر الشاوي إلى خناتة بنونة 1976 / 1985.[4]